# XHUIA-FM
Ibero 90.9 es una estación de radio universitaria que transmite en 90.9 MHz en FM con 10kW de potencia desde las instalaciones de la Universidad Iberoamericana para el área de la Ciudad de México, además de transmitir vía internet.

## Historia
En 1964 se fundó el primer laboratorio de radio de la Universidad Iberoamericana, en la calle de Zaragoza 84. El equipo constaba apenas de unas grabadoras Phillips conectadas a un tornamesa, una bocina y un micrófono, en la que solo se lograban mezclas sencillas.
Para 1971 se logró una cabina de radio con mejor calidad y circuito cerrado de transmisión. En el Campus de Churubusco se instaló una cabina de radio de mejor calidad con un sistema de circuito cerrado de audio que llegaba a las oficinas de comunicación, a las administrativas y a la caja. Esto funcionó nueve años y transmitía en dos horarios música, comentarios y noticias. Sin embargo, en 1979 un sismo acabó con las instalaciones de la universidad, y por consiguiente, de la estación.
En 1987, Iñaki Manero, Ángel Cabrera, Eduardo Vallarta y estudiantes de la carrera de Comunicación, concretaron la iniciativa y fundaron XHUIA, Radio Activo en una pequeña bodega en el Campus de Churubusco, el cual finaliza en 1988 cuando se muda la UIA a Santa Fe.
En abril de 1990, el maestro Cáseres, director de la licenciatura de Comunicación, solicitó al Secretario de Comunicaciones y Transportes, el permiso para instalar y operar una estructura de radio frecuencia modulada. En marzo del mismo año, la Universidad Iberoamericana inició las gestiones ante la Secretaria de Comunicaciones y Transportes para operar una estación de radio experimental con fines didácticos y en julio, la SCT otorga el permiso para operar una radiodifusora tipo experimental en la frecuencia de los 90.9 MHz con el distintivo de llamada XHUIB-FM, autorizando la emisión con 20 watts de potencia. Es así como Radio Ibero inicia sus transmisiones el 25 de mayo de 1992 con una programación básicamente musical.
La consolidación de 90.9 se da en 1993, cuando la estación quedó formalmente establecida y con los requerimientos técnicos adecuados para su operación.
En 1994, la SCT autoriza un incremento de a 100 watts de potencia radiada aparente. Se transmitían 40 horas semanales de lunes a viernes, cubriendo las inmediaciones del campo.
En 1995 la SCT cambió el distintivo de llamada, de XHUIB-FM a XHUIA-FM.
A inicios del año 2001, se solicitó a la SCT aumento de potencia, y el 25 de septiembre se autorizó por la SCT el aumento a 3,000 watts de potencia radiada permanente.
En 2002 la primera canción en la frecuencia de 90.9 fue Hopelessly Devoted to You de Olivia Newton John. Las primeras transmisiones se hacían desde una cabina ubicada en el edificio A. En este mismo año, el Mtro. Juan Carlos Henríquez tomó a su cargo la dirección de Ibero 90.9 y en abril un grupo de alumnos preseleccionados es sometido a un curso sabatino “Introducción a la Producción Radiofónica”. En éste se enseñó acerca de la historia de la radio, diagramas de flujo de una estación, modulación de la voz, aspectos técnicos, programación y producción.
El 20 de mayo la Universidad Iberoamericana inició la etapa de “Pruebas de Transmisión y de Contenido”, cubriendo el área metropolitana y surge el proyecto Ibero 90.9 radio a partir de un extenso estudio de audiencia.
En febrero de 2003, las instalaciones se mudan al edificio P. Tercer Piso, y en marzo ibero 90.9 radio inicia transmisiones formales con 3,000 watts de potencia y la inauguración a cargo.
En agosto del 2004, ibero 90.9 adopta el concepto de “Territorio sonoro” y hace un relanzamiento de su programación con nuevo vestido y una parrilla de programación enriquecida.
El 14 de febrero del 2005  Cariñito 90.9 salió en su primera emisión, mientras que en noviembre del mismo año sale al aire la primera emisión de Tangente. Un año más tarde, el 14 de febrero de 2006 sale al aire la segunda emisión de Cariñito 90.9. Un mes después, el 7 marzo, se realiza un concierto en la UIA, en el cual se festeja con Fobia.
En agosto del 2006 se lleva a cabo el lanzamiento del sitio web de Ibero 90.9. Durante ese mismo mes, se estrena el nuevo logotipo de la estación de radio. Para el siguiente mes, en septiembre del 2006, reduce su nombre a Ibero 90.9 y utiliza la frase “Escuchar cambia” para anunciar los cambios que realizará y la actitud que busca en su audiencia. Así, en el 2007 saca la frase “No todos escuchamos lo mismo”.
El 14 de febrero de 2007, resurge Cariñito 90.9, y se editan "Sonidos del amor”. En noviembre de ese mismo año, Tangente se convierte en una semana con conferencias, homenajes y fiestas. Asimismo, es el cambio de programación de la emisora.
El 23 de enero de 2008 se hace un relanzamiento del sitio web.
Para el 14 de febrero de 2008 es la cuarta emisión de Cariñito 90.9.
El 7 de marzo de 2008, ibero 90.9 celebra su quinto aniversario. Pocos meses después, en junio, vuelve a tener un relanzamiento de su sitio web.
En octubre del 2008 hay un relanzamiento de la parrilla.
El jueves 19 de agosto de 2010 el programa Malasaña dejó de ser parte de la programación.
El viernes 25 de enero de 2013, Buenos días Santa Fe dejó de ser parte de la programación.
Tras cumplir el décimo año de la estación en 2013, Ibero estrena El Resplandor, además, anunció un cambio radical a la parrilla, programas como Noveno Círculo y Saperlipopette salían del aire y entraron otros como Galápagos, Sticky Fingers y Vintage. Hay nuevos turnos como "El radio está tocando tu canción", conducido por locutores que estaban en Buenos Días Santa Fe, y que hace referencia a una canción de Leo Dan. Se crea una barra nocturna de música electrónica nombrada Mandíbulas trabadas, que va de 9 p. m. del viernes, a 6 a. m. del sábado.
En marzo de 2014 salen del aire Lotería Beats, coproducción con la KCRW de San Diego, California, y conducido por Raúl Campos, y Studio, programa de música electrónica conducido por Regina Pozo.
En noviembre de 2014, se renueva la parrilla, presentando nuevos programas como F*ck Art (recomendaciones culturales), Fanboys (cultura geek) y Cassette Blog (global bass y música electro-tropical), incluso un programa en coproducción con Wikimedia México llamado Moebius.

### Renovación

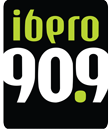

En marzo de 2015, Ibero 90.9 anunció el lanzamiento de una nueva señal en alta definición (90.9.1), además de una segunda señal denominada Ibero 90.9.2. Durante varios días, se realizaron pruebas de comportamiento para preparar las nuevas señales, que se estrenarían en marzo de 2016.
A pesar de este anuncio, también habrían cambios en la estructura de la estación. A pesar de su carácter de estación no lucrativa, durante un tiempo fue notoria la alianza que tenían con la marca deportiva Adidas. En junio de 2015 se anuncia el cambio de directivos, lo cual llevó a la salida de algunos locutores debido a diferencias en el modelo comercial de la estación. La primera fue Anna Stephens, una de las locutoras características de 90.9, cuya salida se dio de la noche a la mañana. Tiempo después, en agosto del mismo año, saldría el programa El triste turno tras tener problemas internos entre los conductores del programa (Korno Espinosa, Leo Arriaga y Jimo Stephano) y los nuevos directivos, como apoyo a sus compañeros, el programa matutino El Resplandor también salió del aire de manera voluntaria. Incluso el gerente de la estación en ese momento, Manuel Venegas “Borla", fue despedido tras rechazar los cambios debido al carácter sin fines de lucro del proyecto.
A pesar de esto, Ibero 90.9 continuó con los planes de lanzar la estación en la señal HD, lo cual sucedió en marzo de 2016. Ibero 90.9 lanzó una nueva parrilla en su emisión FM como en 90.9.1 de la radio HD. Además del 90.9.2, que contiene una parrilla distinta con programas únicos y repetición de algunos programas.

### Identidad
En la búsqueda de pluralidad y justicia social a través de un espacio de diálogo, recreación cultural y reflexión social, la Universidad Iberoamericana crea Ibero 90.9 como una estación no lucrativa y permisionada que transmite las 24 horas del día los 365 días del año, con 3000 watts de potencia desde el campus de la Universidad ubicado en Santa Fe. Entendiendo al discurso musical, los contenidos hablados y la exploración sonora como una propuesta integral para enriquecer la oferta mediática de México, con entretenimiento inteligente, sustentando en académicos, investigadores y especialistas. La programación musical explora diferentes géneros, idiomas y tendencias a partir de una propuesta contemporánea y cosmopolita de los géneros pop, rock, alternativo e indie.
Actualmente la estación funciona con 184 personas, de las cuales 18 son colaboradores en nómina, 2 becarios, alrededor de 165 voluntarios y 14 académicos.
Recibe semestralmente alrededor de 50 solicitudes por parte del alumnado. Esta estación de radio mantiene convenios con más de 25 instituciones e intercambios de contenido y espacio con 10 publicaciones. Cuenta también con una columna semanal en el periódico El Universal, se hace presente de forma fija en 11 eventos culturales y más de 50 eventuales al año, apoya también a más de 60 conciertos al año.

## Locutores
1. Julia Palacios
2. Leonora Milán
3. Uriel Waizel
4. Agustín Peña
5. Tskuanda Sierra
6. Sara Vivar
7. Karla Chavolla
8. Ana Valencia
9. Astrid Guerrero
10. Susana Medina
11. Almond Hdz
12. Brenda Camacho
13. Daniela Galván
14. Chelita Corona
15. Mich Saimar
16. Valeria Estrada
17. Rox Aguilar
18. Ana Cristina Castellanos
19. Natalia Mandujano
20. Natalia Zamora
21. Raquel Miserachi
22. Ekatherina Reyes
23. Marii Peanuts
24. Dany La Garza
25. Vania Cache
26. Aldebarán Abraján
27. Davo Peñaloza
28. Arturo Salazar "Frosty"
29. Ricardo Marín
30. Rodrigo Fernández de la Garza "Fo"
31. David Ovando
32. José Luis Aragón
33. Eduardo Ruíz (Esclavo del Dub)
34. Mario Morales
35. Mario Campos
36. Andrés Sánchez Juárez
37. Juanito el del Demo
38. Valeria Villalobos
39. Esteban A. Catalán
40. Omar García Cosio
41. José Daniel Sánchez
42. Daniel Maldonado
43. Alan Zuko Navarro

## Eventos especiales
- Cariñito 90.9: 'Happening' radiofónico. 24 horas de temas románticos para el 14 de febrero.
- Lollapalooza: En colaboración con RMX, de Grupo Imagen. Programas especiales desde Chicago.
- Tangente: La radio por la radio y para la radio. Un estudio antropológico sobre el fenómeno del cuadrante en la Ciudad de México. (noviembre de 2006 y 2008)
- Pánico: Un día dedicado al horror radiofónico, con invitados y música especial.
- Coachella: Presencia y transmisiones especiales en el Festival de Música y Artes del Valle de Coachella.
- Corona Capital: Festival de música celebrado en la Ciudad de México. Se hace una programación especial los días del evento, usando la etiqueta "Ibero Capital".
- #PasaporteAdidas: Cobertura especial del programa La Barra en eventos deportivos como los Juegos Olímpicos de Londres 2012, Copa Confederaciones Brasil 2013, Mundial de Brasil 2014, Copa América 2015 y Copa América Centenario.

## Nombres de la emisora
El nombre oficial de la estación es Ibero 90.9
Algunos de los nombre con que se ha conocido esta estación:
- Radio Ibero.
- Ibero Radio
- Ibero 90.9 Radio

## Lemas de la estación
- 2003 - 2006: Territorio Sonoro
- 2006 - 2007: Escuchar cambia
- 2007 - 2008: No todos escuchamos lo mismo
- 2008 - 2009: Se hace radio
- 2009 - 2014: Inicia la conversación
- 2014 - 2017: Menos Rating, Más Radio, y otros usos para Menos Más
- 2017 - 2018: Futuros posibles
- 2018: #PonleA909, Regresa a la radio
- 2019: La radio se contagia